# Barranc de la Roca del Carant
El barranc de la Roca del Carant és un barranc de l'antic terme de Toralla i Serradell, pertanyent actualment al de Conca de Dalt, al Pallars Jussà. És en territori del poble de Torallola.
Es forma al sud-est de la partida de la Font Sobirana, des d'on davalla cap a llevant, lleugerament decantat cap al nord, passant de seguida per los Amanits; passa al nord de l'Obaga i del mateix poble de Torallola, fins que arriba a sota i a migdia de la Roca del Carant. Al cap de poc tros més s'aboca en el barranc de Pumanyons.